# خماجین
خماجین یک روستا در ایران است که در دهستان زردشت واقع شده‌است. خماجین ۱۶۶ نفر جمعیت دارد.